# Брама Морспорт (Лейден)
Брама Морспорт (нід. Morspoort або Morschpoort) — старовинна брама у нідерландському місті Лейден, разом із мостом Морсбрюг має статус національної пам'ятки архітектури (нід. rijksmonument).

## Опис

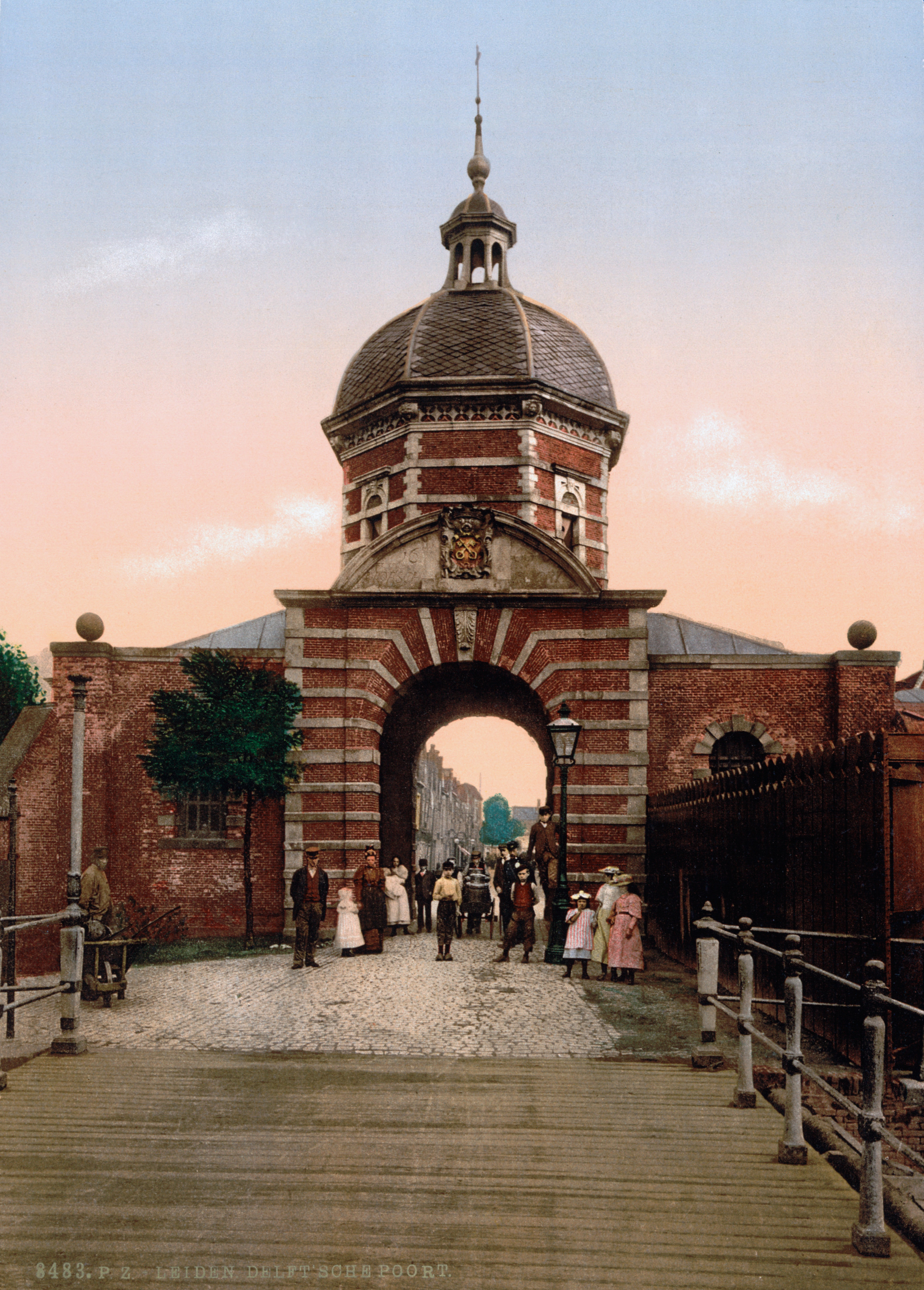
Брама Морспорт у 1890–1900 роках

Морспорт — одна з двох історичних міських брам, що збереглися (загалом існувало 11 брам, 9 з яких зруйновано у 1860–1876 роках). Її назва походить від заболоченої місцевості на захід від Лейдена — Morsch. Звідси походять також назви дільниці Д'Ауде Морс, адміністративного району Морсдістрікт, каналу Морссінгел, вулиць Морсстрат і Морсвег. Це була найзахідніша брама старого міста, частина оборонних мурів.
Першу браму на цьому місці збудували 1640 року. Вона була дерев'яною і мала назву Галгенпорт (нід. Galgenpoort, укр. Брама шибениці). Така досить дивна назва пояснюється тим, що саме через цю браму вивозили для поховання за межами міста тіла страчених біля Гравенстена злочинців.
У 1669 році на місці старої дерев'яної брами міський архітектор Віллем ван дер Хелм звів нову, цегляну браму, у стилі маньєризму, яка отримала сучасну назву.
Деякий час у восьмикутній основі брами розташовувалася в'язниця. Купол над брамою також має восьмикутну форму: за проектом ван дер Хелма тут мало бути вісім вікон, але в результаті зроблено тільки чотири. За каменярські роботи відповідав міський майстер Ян де Меландер. Йому належать зроблені барельєфи та орнаменти, зокрема, герб Лейдена на зовнішньому боці брами, маскарони у вигляді людських та лев'ячих голів на консолях під куполом та замкових каменях над вікнами тощо.
Біля брами, зі сторони історичного центру, стоїть невеликий пам'ятник Марінусу ван дер Люббе, уродженцю дільниці Д'Ауде Морс.

## Казарми Морспорт
У 1817 році біля брами Морспорт були зведені військові казарми. Спочатку тут розміщувався 4-й піхотний полк, сформований 1814 року. Після розформування полку у 1940 році, в будівлях казарм базувалися допоміжні військові служби. 1981 року їх перевели до Гарлема. Більшість будівель казарм зруйнували, того ж року на їх місці влаштовано парк De Put. Єдина з будівель казарм, що залишилася, є місцевою пам'яткою архітектури та житловим будинком. На будівлі колишніх казарм є металева меморіальна табличка на честь 4-го піхотного полку із вказанням усіх битв, у яких брало участь дане військове формування.

## Галерея

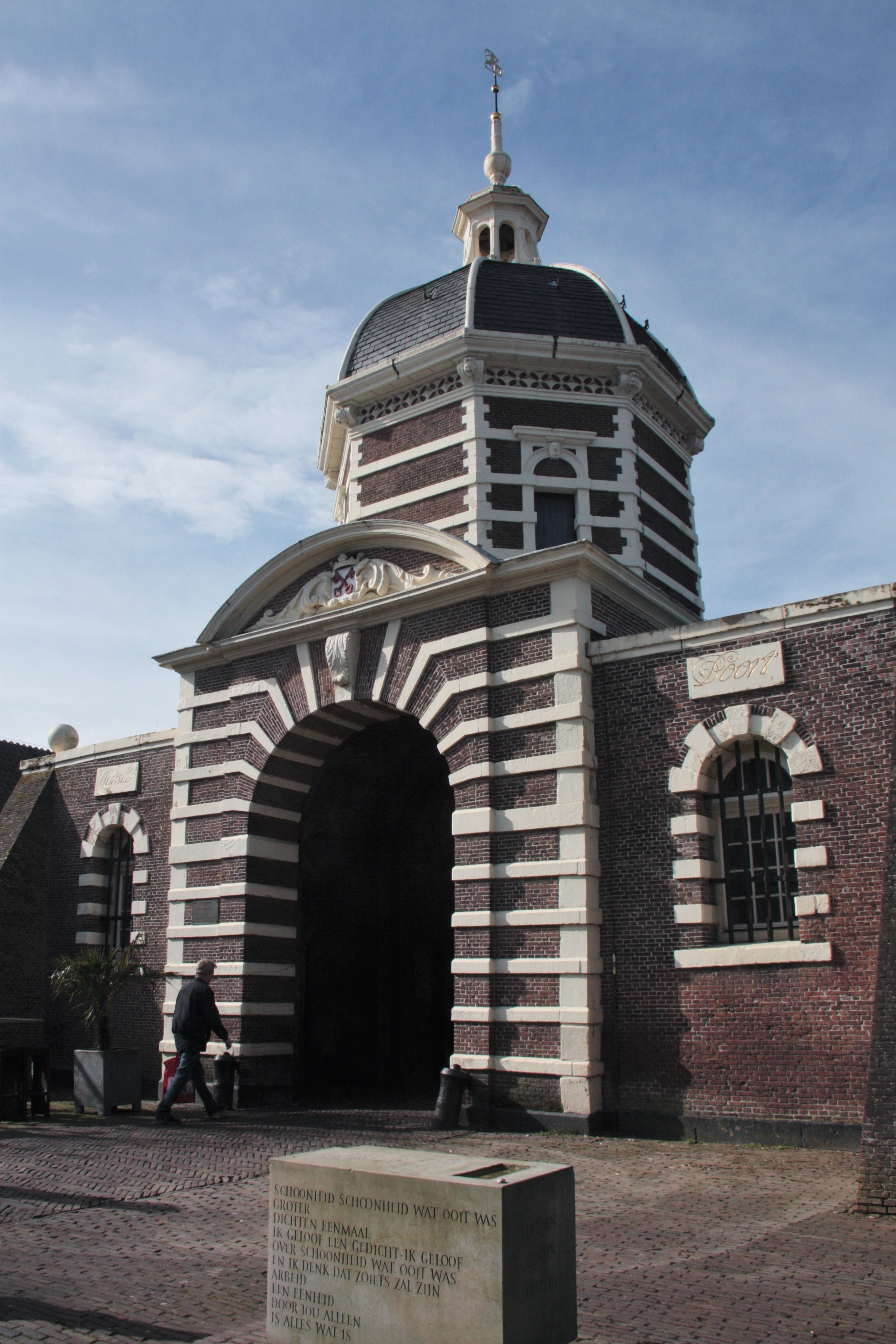
Вигляд з боку історичного центру. На передньому плані — пам'ятник ван дер Люббе
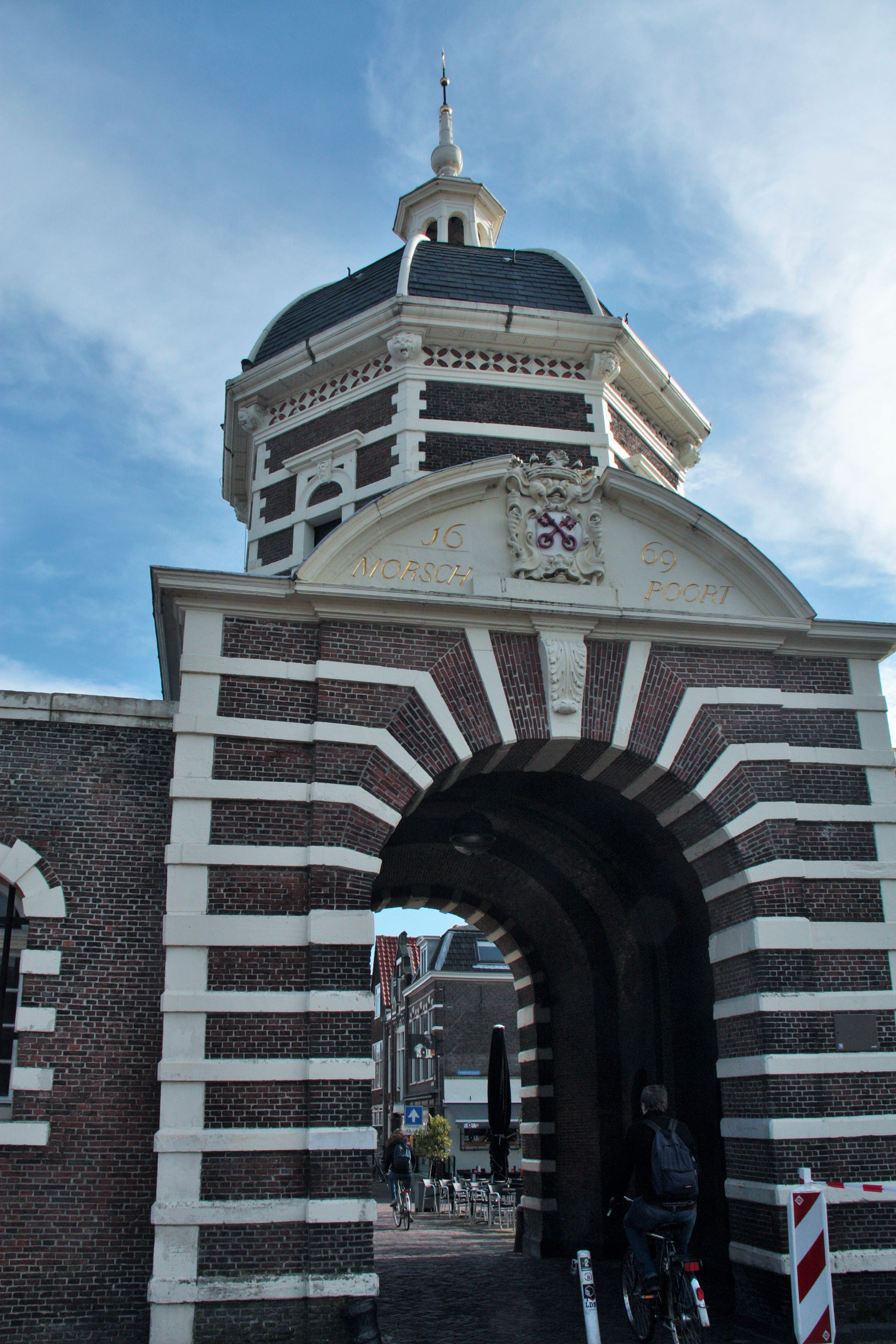
Вигляд з зовнішньої сторони (з боку каналу)
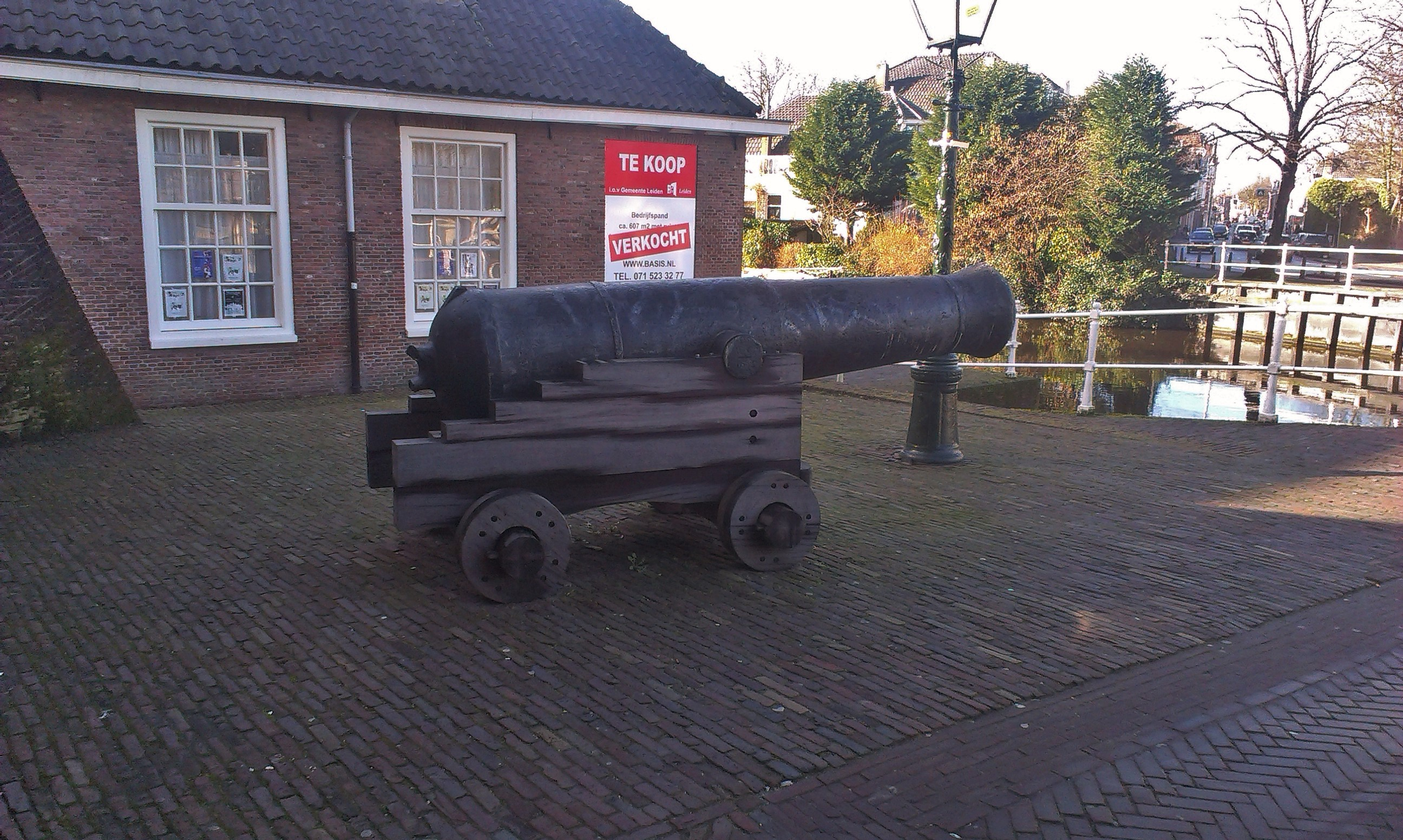
Старовинна гармата біля брами
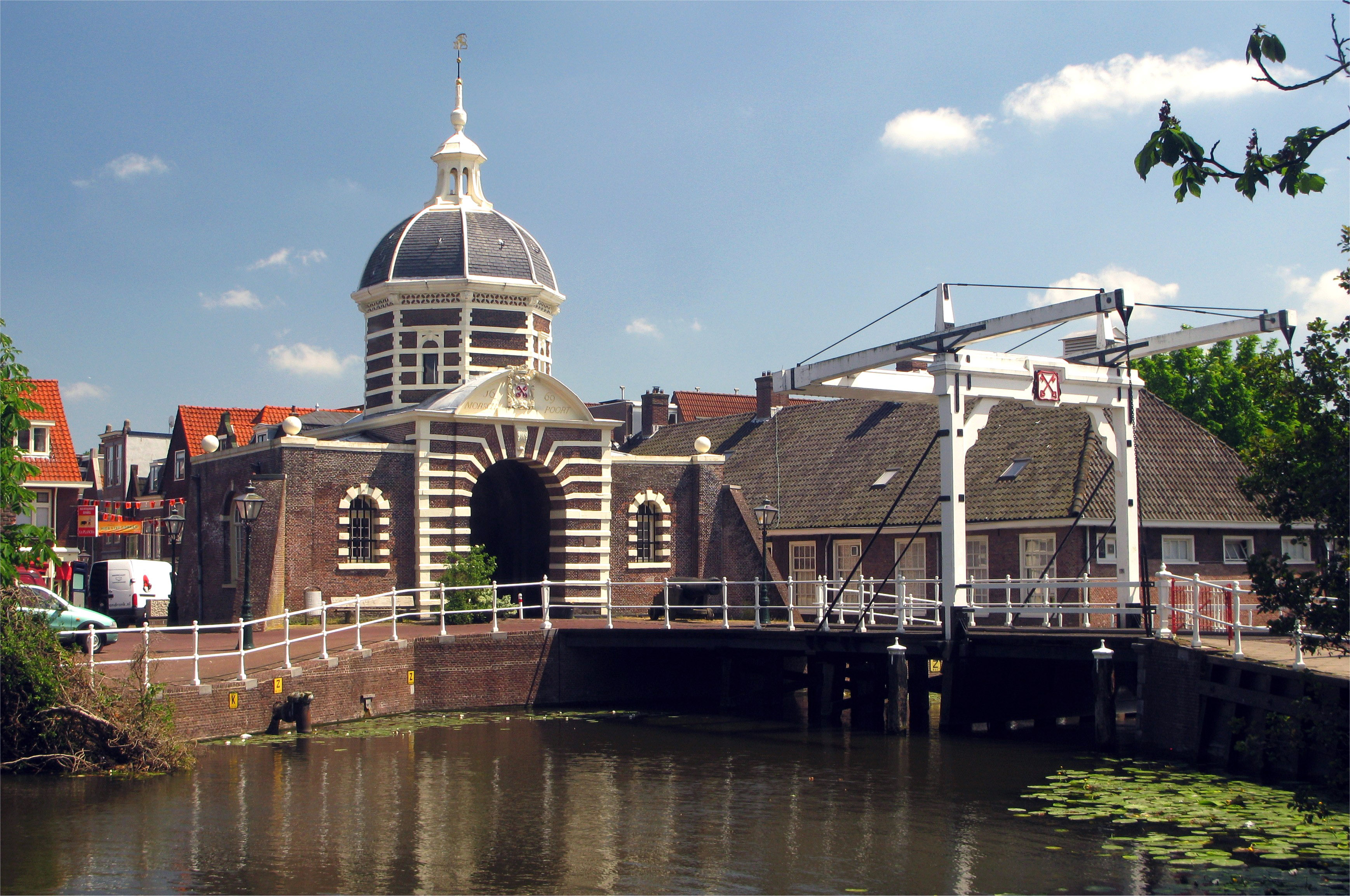
Брама Морспорт і міст Морсбрюг
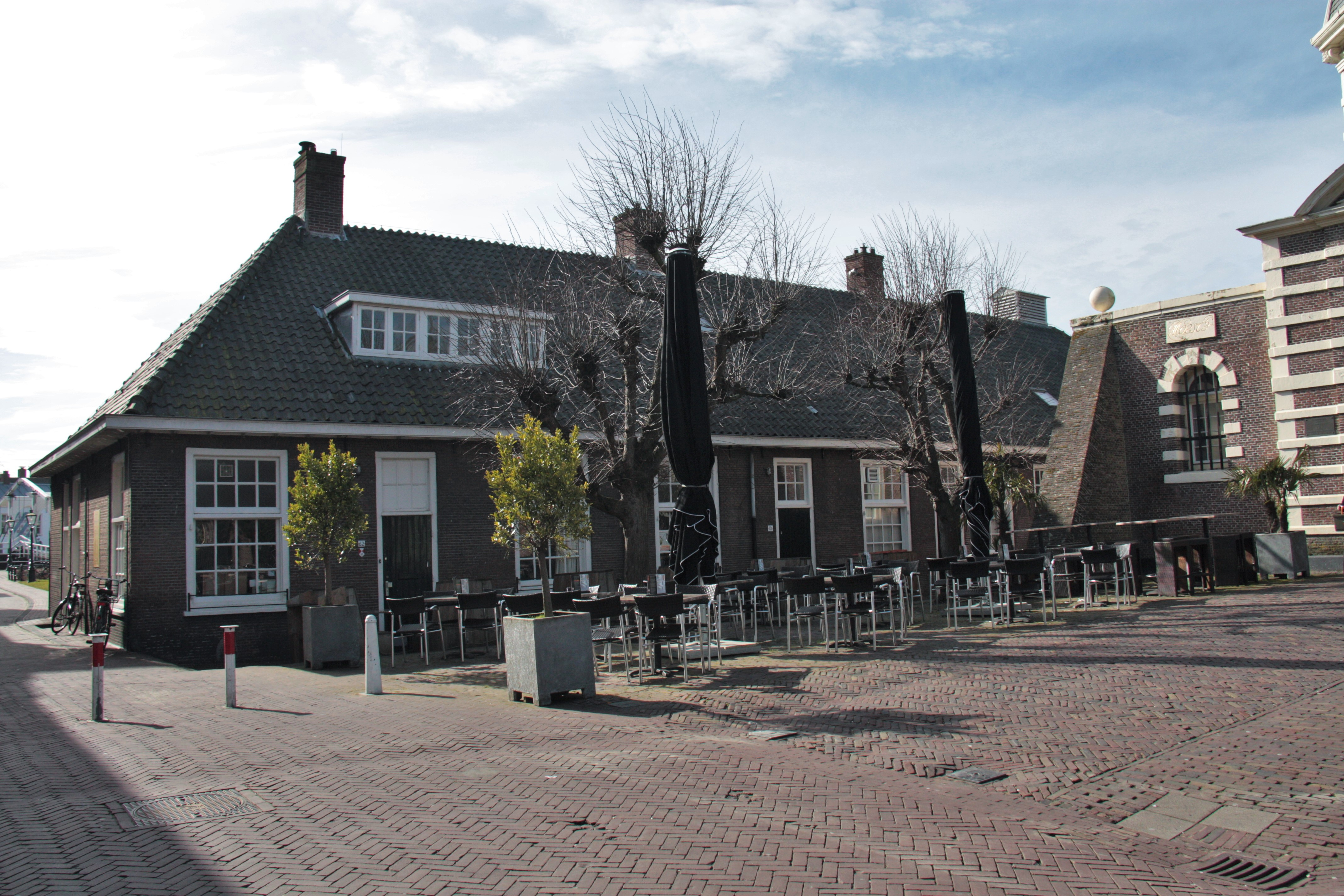
Будівля казарм
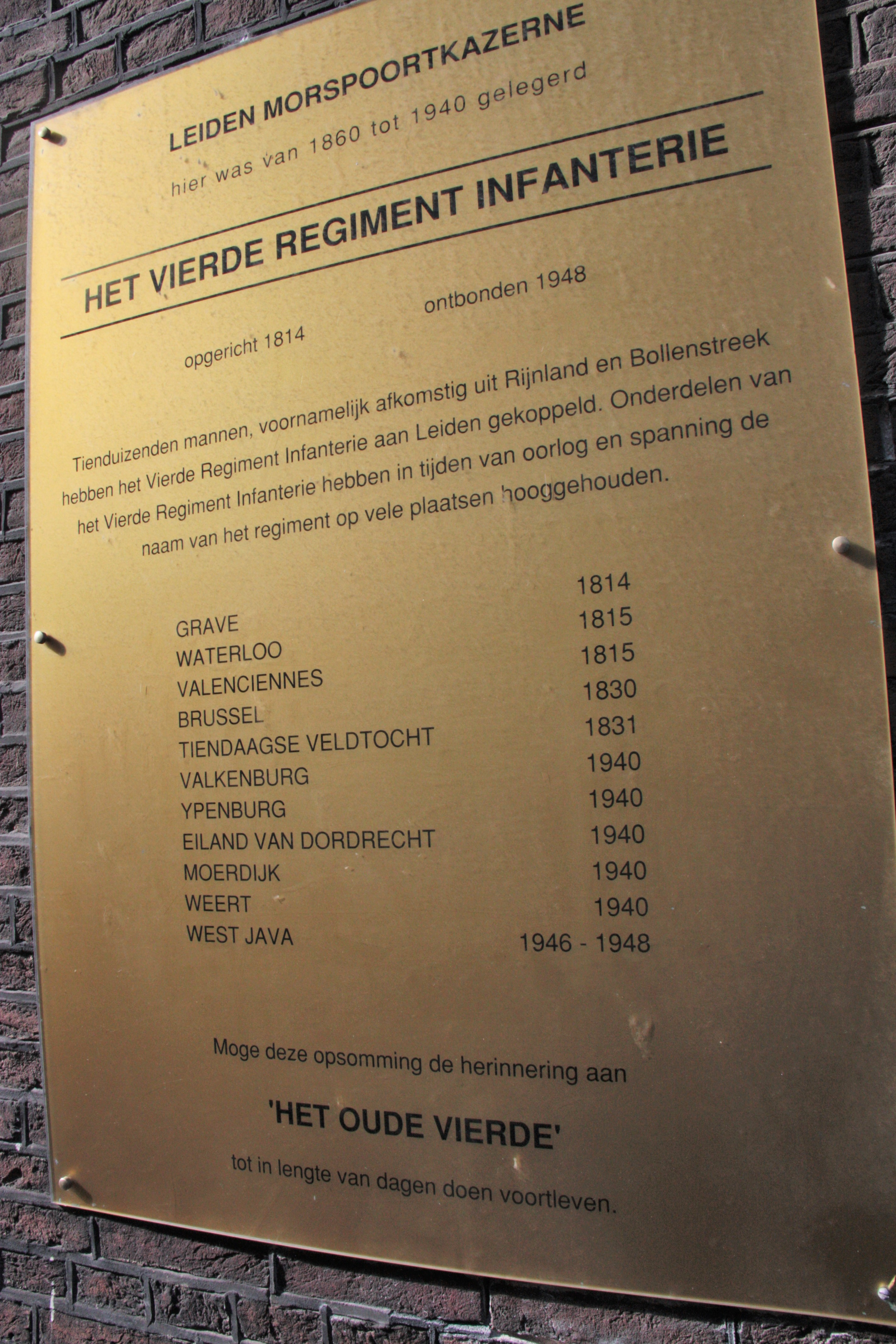
Меморіальна табличка на честь 4-го піхотного полку
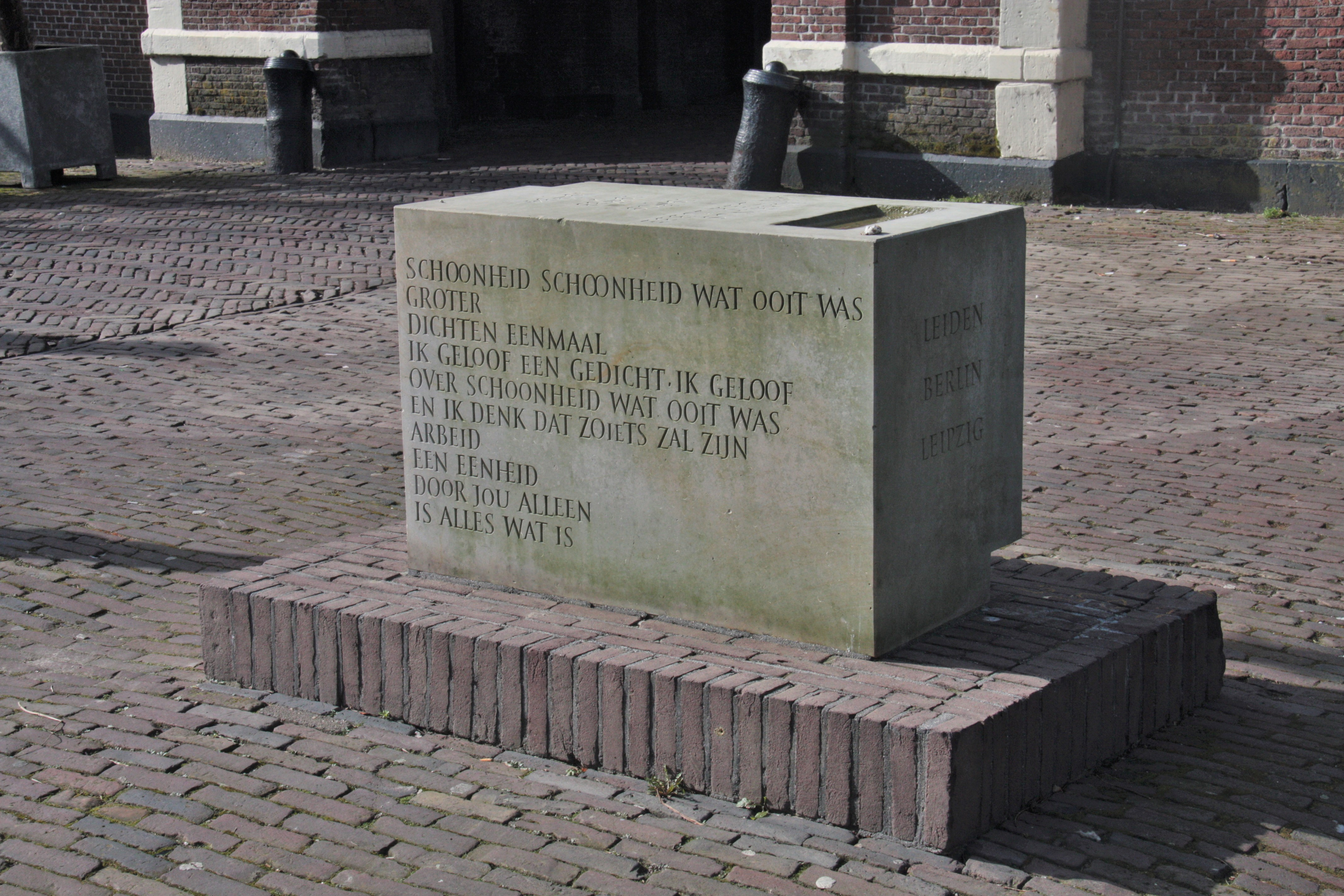
Пам'ятник Марінусу ван дер Люббе